# Методы наложения (компьютерная графика)
Методы наложения (англ. Blend modes, также Mixing modes — методы смешивания) в компьютерной графике используются при редактировании цифровых изображений для определения того, как слои изображения взаимодействуют или смешиваются друг с другом. Под слоями понимаются не только отдельные слои изображения, но также и инструменты редактирования внутри одного слоя такие как кисть, заливка и другие. 
Существует 27 основных методов наложения, которые разбиты на 7 групп: обычные, затемнение, осветление, контраст, инверсия, отмена и компонентная группа.

## Условные обозначения
{\displaystyle A} — передний слой, {\displaystyle B} — задний слой, {\displaystyle C} — полученный результат.
В большинстве представленных формул арифметические операции производятся над RGB-компонентами изображения соответственно: для красного, зелёного и синего каналов ({\displaystyle A+B=R_{A}G_{A}B_{A}+R_{B}G_{B}B_{B}}). Традиционное использование промежутка {\displaystyle 0..255} для значений RBG-компонент нормализовано, то есть пропорционально преобразовано в промежуток {\displaystyle 0..1}. Так, например, {\displaystyle CC_{16}=204_{10}^{0..255}=0.8_{10}^{0..1}}. При этом результат вычислений не может выйти за границы указанного промежутка.
Методы компонентной группы используют HSV-компоненты.
{\displaystyle Y} — яркость. Яркость используется в некоторых
{\displaystyle \leftrightarrow } — коммутативная операция, то есть результат {\displaystyle C} не зависит от взаимного расположения слоёв {\displaystyle A} и {\displaystyle B}.
{\displaystyle \nleftrightarrow } — операция некоммутативна.

## Обычная группа (Normal group)

### Обычный (Normal)
Обычный метод наложения используется по умолчанию в большинстве графических редакторов. Изображение на переднем слое полностью перекрывает стоящее за ним.
Формула: {\displaystyle C=A}

### Затухание (Dissolve)
Отличается от обычного метода наложения только при уменьшении параметра непрозрачности переднего слоя. Фронтальное изображение затухает не равномерно, а случайно: для каждого пикселя изображения переднего слоя случайным образом определяется, останется ли она окрашенной в оригинальный цвет, либо примет цвет пикселя изображения с заднего слоя. Чем ниже показатель непрозрачности, тем больше вероятность пикселя переднего изображения сменить цвет.

## Затемнение (Darken group)

### Затемнение (Darken)
Данный метод поканально сравнивает два смешиваемых изображения и из каждой соответственной пары выбирает канал с более низким значением.
Формула ({\displaystyle \nleftrightarrow }): {\displaystyle C={\begin{cases}A,&{\text{if }}B\leq A\\B,&{\text{if }}B>A\end{cases}}}

### Умножение (Multiply)
Каждый компонент одного слоя умножается на соответствующий компонент другого слоя и результат объединяется в изображение. Поскольку для вычислений берётся нормализованный промежуток {\displaystyle 0..1}, получившееся изображение получается темнее исходных, если хотя бы одно из них не состоит целиком из белого цвета, равного 1. В случае смешивания с изображением чёрного цвета результат всегда будет равен 0.
Коммутативность данного метода наложения вытекает из коммутативности операции умножения.
Формула ({\displaystyle \leftrightarrow }): {\displaystyle C=A\times B}

### Выжигание цвета (Color Burn)
Формула ({\displaystyle \nleftrightarrow }): {\displaystyle C=1-{\frac {1-B}{A}}}

### Линейное выжигание (Linear Burn)
Формула ({\displaystyle \leftrightarrow }): {\displaystyle C=A+B-1}

### Темнее (Darker Color)
Похож на Darken, но сравнивание производится не для каждого RGB-канала изображения отдельно, а для композитного канала целиком. Сравнивание происходит по показателю яркости, который вычисляется по формуле {\displaystyle Y=0.3R+0.59G+0.11B}, где {\displaystyle Y} — яркость, {\displaystyle R} — красный канал, {\displaystyle G} — зелёный канал, {\displaystyle B} — синий канал.
Поскольку выбор изображения идёт из композитных каналов двух смешиваемых слоёв, а не по отдельным каналам, данный метод наложения не создаёт новые цвета, в отличие от Darken метода.
Формула: {\displaystyle C={\begin{cases}A,&{\text{if }}Y_{B}\leq Y_{A}\\B,&{\text{if }}Y_{B}>Y_{A}\end{cases}}}

## Осветление (Lighten Group)
Методы этой группы по сути действия прямо противоположны методам из группы затемнения.

### Осветление (Lighten)
Как и Darken сравнивает соответствующие каналы смешиваемых изображений, но выбирает большее значение из двух.
Формула: {\displaystyle C={\begin{cases}B,&{\text{if }}B\leq A\\A,&{\text{if }}B>A\end{cases}}}

### Экранирование (Screen)
Формула: {\displaystyle C=1-(1-A)\times (1-B)}

### Выгорание цвета (Color Dodge)
Формула: {\displaystyle C={\frac {B}{1-A}}}

### Линейное выгорание (Linear Dodge), иногда Сложение (Add)
Формула: {\displaystyle C=A+B}

## Контрастная группа (Contrast group)

### Перекрытие (Overlay)
Формула: {\displaystyle C={\begin{cases}2\times A\times B,&{\text{if }}B\leq 0.5\\1-2\times (1-A)\times (1-B),&{\text{if }}B>0.5\end{cases}}}

### Мягкий свет (Soft Light)
Формула: {\displaystyle C={\begin{cases}(2\times A-1)\times (B-B^{2})+B,&{\text{if }}A\leq 0.5\\(2\times A-1)\times ({\sqrt {B}}-B)+B,&{\text{if }}A>0.5\end{cases}}}

### Жёсткий свет (Hard Light)
Формула: {\displaystyle C={\begin{cases}2\times A\times B,&{\text{if }}A\leq 0.5\\1-2\times (1-A)\times (1-B),&{\text{if }}A>0.5\end{cases}}}

### Яркий свет (Vivid Light)
Формула: {\displaystyle C={\begin{cases}1-{\frac {(1-B)}{2\times A}},&{\text{if }}A\leq 0.5\\{\frac {B}{2\times (1-A)}},&{\text{if }}A>0.5\end{cases}}}

### Линейный свет (Linear Light)
Формула: {\displaystyle C=B+2\times A-1}